# Риу-ду-Кампу
Риу-ду-Кампу (порт. Rio do Campo) — муниципалитет в Бразилии, входит в штат Санта-Катарина. Составная часть мезорегиона Вали-ду-Итажаи. Входит в экономико-статистический микрорегион Риу-ду-Сул. Население составляет 6252 человека на 2006 год. Занимает площадь 496,91 км². Плотность населения — 12,4 чел./км².

## История
Город основан 29 декабря 1961 года.

## Статистика
- Валовой внутренний продукт на 2003 составляет 51 728 305,00 реалов (данные: Бразильский институт географии и статистики).
- Валовой внутренний продукт на душу населения на 2003 составляет 8112,97 реалов (данные: Бразильский институт географии и статистики).
- Индекс развития человеческого потенциала на 2000 составляет 0,797 (данные: Программа развития ООН).